# Санта-Маргарида (вулкан)
Вулкан Санта-Маргарида  - это вулкан, который находится на 700 м над уровнем моря; он расположен в вулканической зоне города Олот. Вулкан находится на возвышенности Пла-де-ла-Кот, к западу от муниципалитета Санта-Пау, в регионе - Гарроча, и является частью природного парка вулканической зоны Гарроча. Извержение вулкана происходило около 11 000 лет назад.
Это один из самых важных вулканов в регионе. Его высота 682 м; периметр его кратера, который сегодня представляет собой луг, около 2000 метров. Внутри кратера находится часовня Санта-Маргарита в романском стиле, которая и даёт имя вулкану.